# Anna Ancher

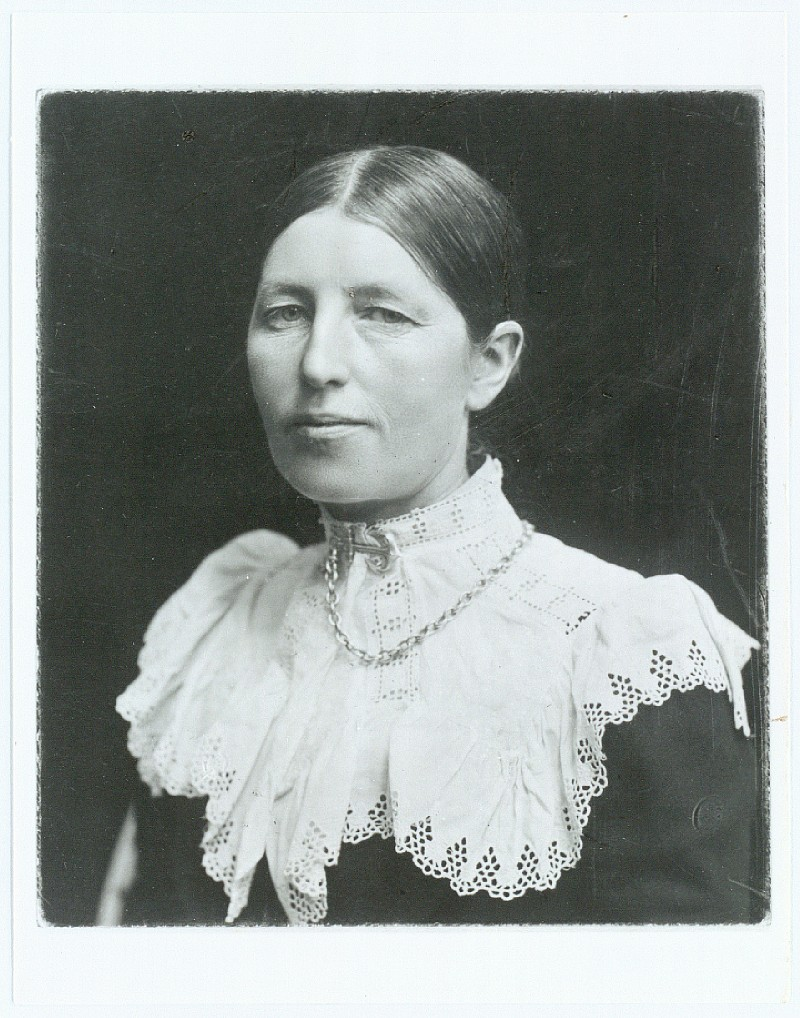
Anna Ancher

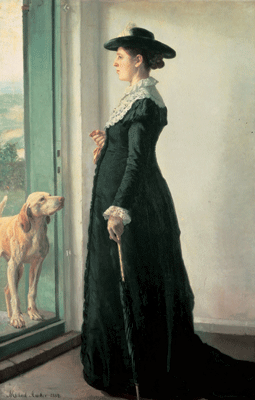
Portret van mijn vrouw door haar echtgenoot Michael Ancher in 1884

Anna Ancher, geboren Anna Kirstine Brøndum (Skagen, 18 augustus 1859 – 15 april 1935) was een Deens kunstschilderes. Ze wordt gerekend tot het impressionisme.

## Leven en werk
Anna werd geboren in Skagen, waar haar ouders een hotel hadden. Haar artistieke talent werd aangewakkerd door de diverse kunstschilders die met regelmaat naar Skagen kwamen om er te schilderen. Als vrouw had ze geen toegang tot de Koninklijke Deense Kunstacademie te Kopenhagen en daarom moest ze genoegen nemen met een lager gekwalificeerde opleiding. Ze volgde drie winters lang les bij Vilhelm Kyhn in Kopenhagen. In 1880 huwde ze de kunstschilder Michael Ancher, die ze eerder in Skagen had ontmoet en met wie ze zich op zestienjarige leeftijd had verloofd. Het echtpaar kreeg in 1883 een dochter. In 1881 reisde ze naar Göteborg en het jaar erop naar Duitsland en Wenen. Daar maakte ze kennis met het werk van de Hollandse meesters. In 1885 maakte het echtpaar een reis door Nederland en België en deden ze ook Parijs aan, met name om de Hollandse en Vlaamse meesters te bestuderen. Anna had veel bewondering voor het werk van Vermeer. In 1888 ging ze opnieuw naar Parijs, waar ze in de leer ging bij Pierre Puvis de Chavannes.
Anna en haar man maakten gedurende de laatste twee decennia van de negentiende eeuw deel uit van de bekende kunstenaarskolonie van de Skagenschilders, waartoe onder anderen ook Peder Severin Krøyer en Christian Krohg behoorden. Ze schilderde in een impressionistische stijl, die ze in Parijs had leren kennen, waarbij ze veel aandacht gaf aan het samenspel tussen licht en kleuren. Ze werd bekend met haar portretten en geprezen om haar vermogen karakters uit te beelden. Daarnaast schilderde ze ook interieurs en scènes uit het alledaagse leven, vaak in eenvoudige composities. Ze groeide uit tot een van de belangrijkste Deense schilders van haar tijd en exposeerde ook veelvuldig in het buitenland, onder meer op de Wereldtentoonstellingen van 1889 en van 1900 te Parijs en in 1893 te Chicago. Ze exposeerde zeer regelmatig op de jaarlijkse Salon van Charlottenborg. In 1913 kreeg ze de Ingenio et arti-medaille toegekend.
In 1924 reisde ze nog naar Italië met een beurs. Anna Ancher overleed in 1935, op 75-jarige leeftijd, acht jaar na de dood van haar man. 

## Skagens Museum
Het voormalig huis annex atelier van Anna en Michael in Skagen is sinds 1964 een museum, gewijd aan de Skagenschilders. Sinds 1998 siert het portret van Anna en Michael het 1000-kronenbiljet van Denemarken. In de portrettengalerij van het Skagens Museum bevindt zich het portret van Anna Ancher van de hand van P.S. Krøyer, waarop het bankbiljet is gebaseerd.

## Galerij

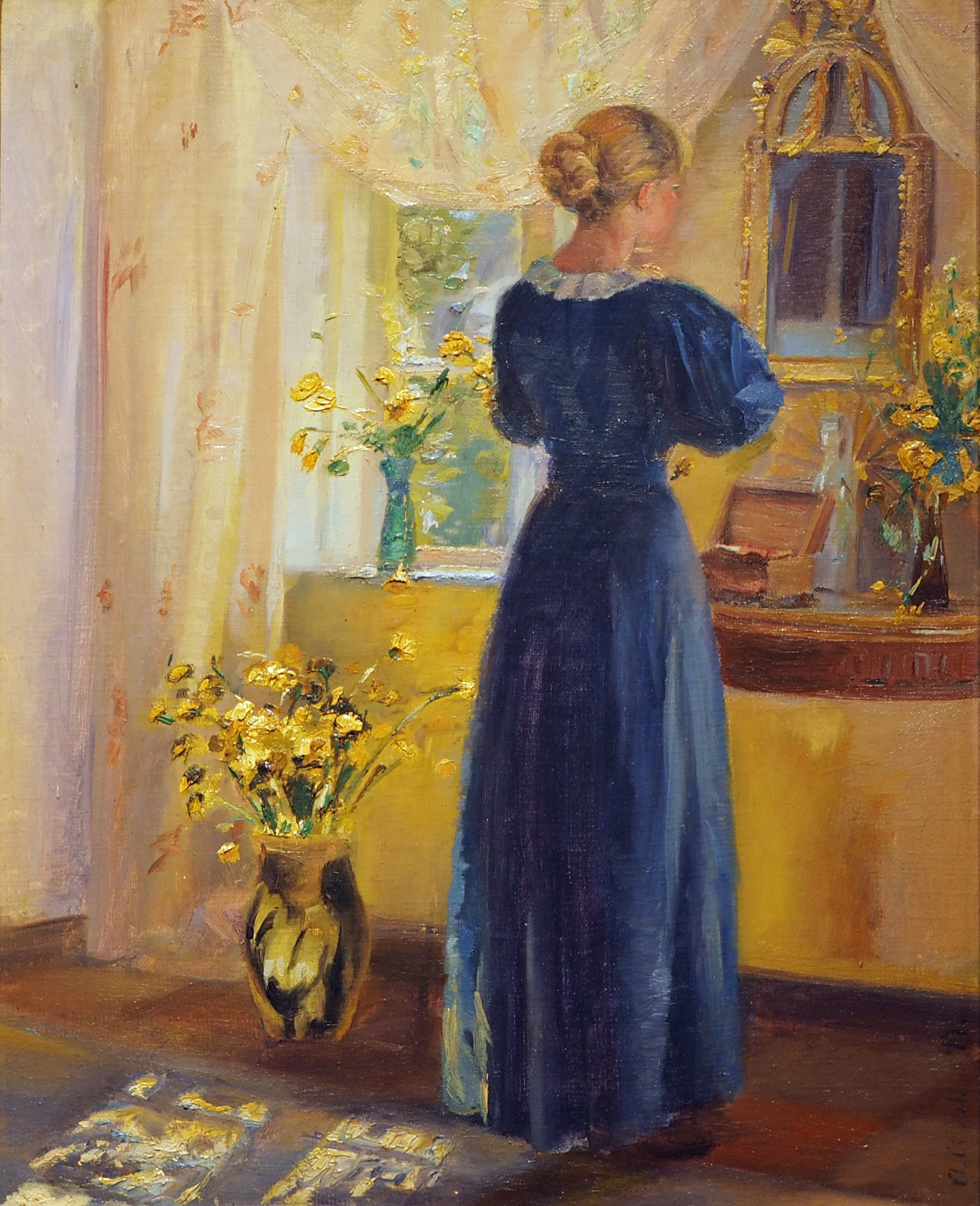
Jonge vrouw voor een spiegel
Interieur met de dochter van de schilder, naaiend
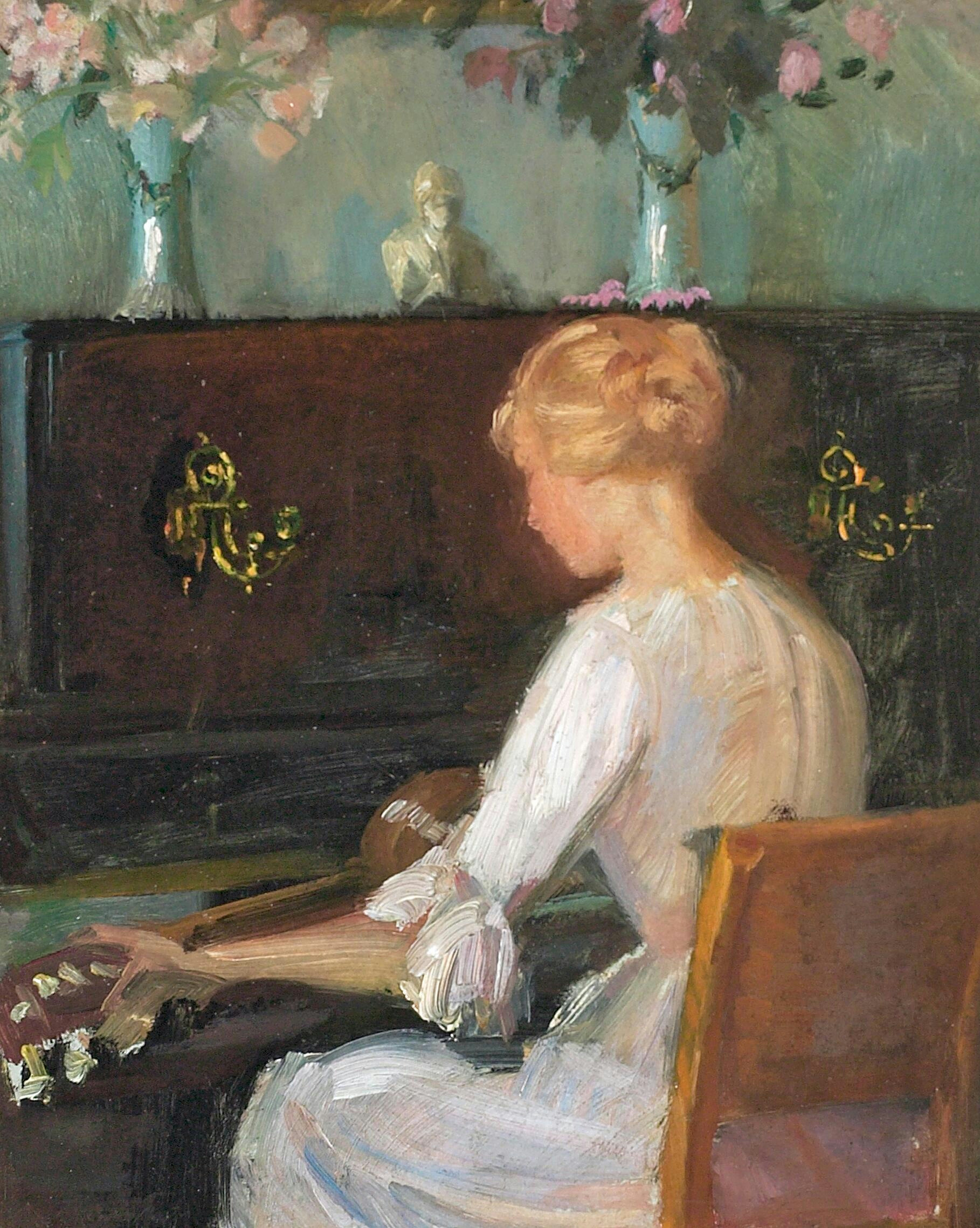
Jonge vrouw speelt gitaar voor een piano
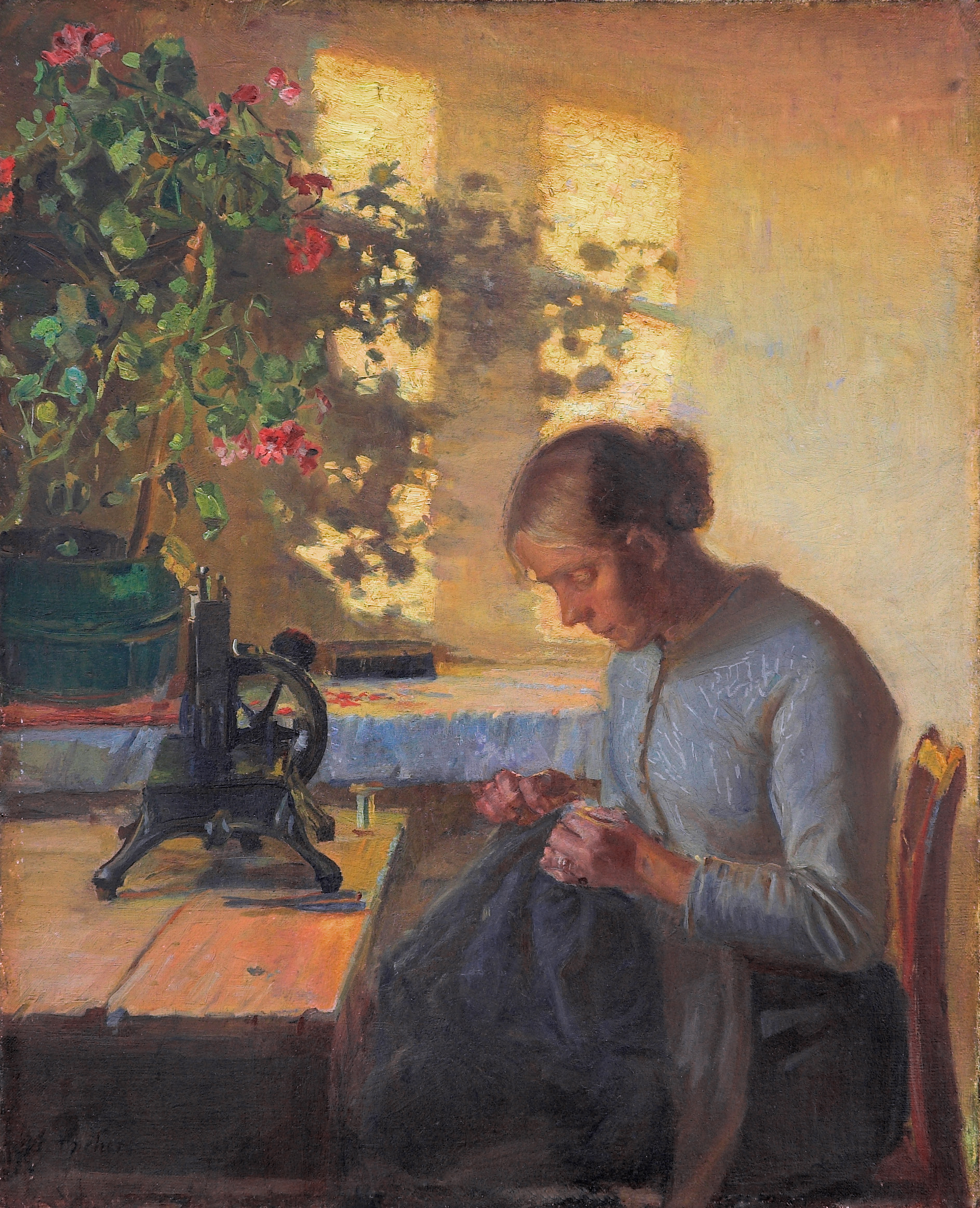
Naaiende vissersvrouw
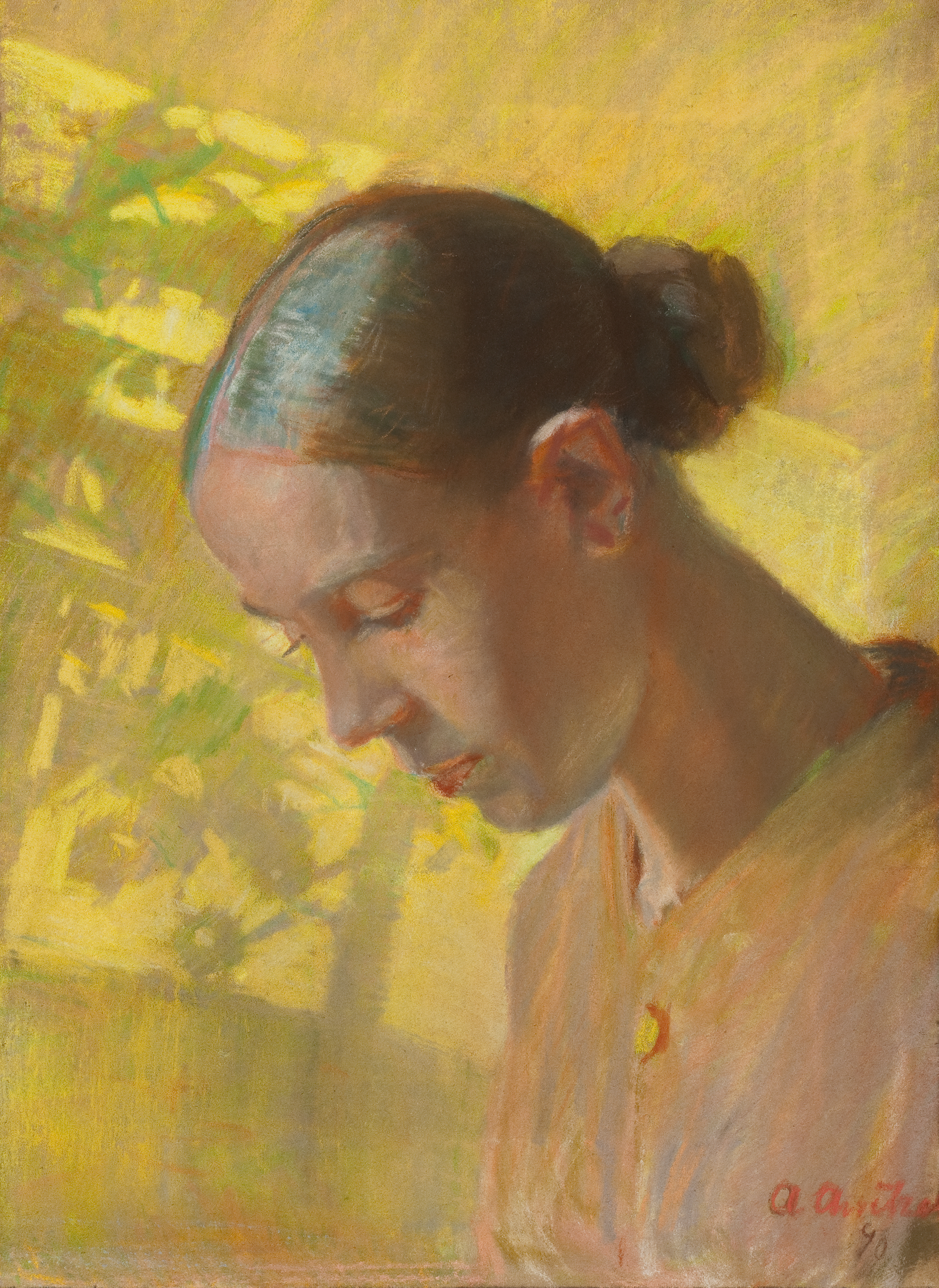
Studie van het hoofd van een naaistertje
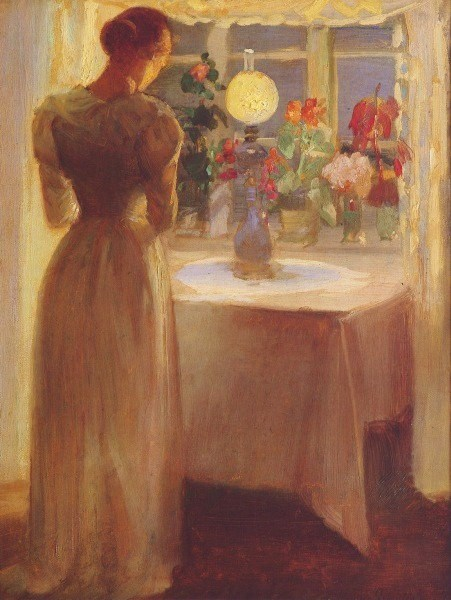
Jonge vrouw voor een lamp
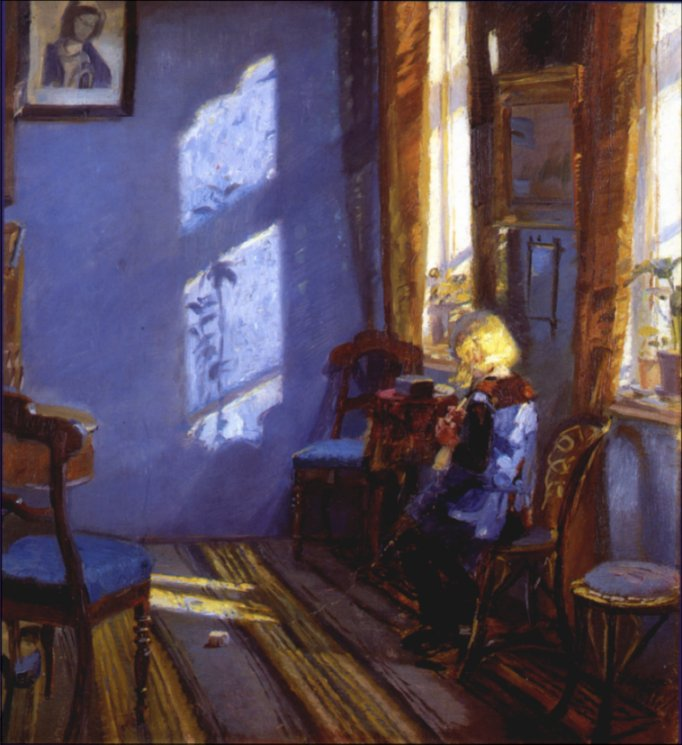
Zonlicht in de blauwe kamer
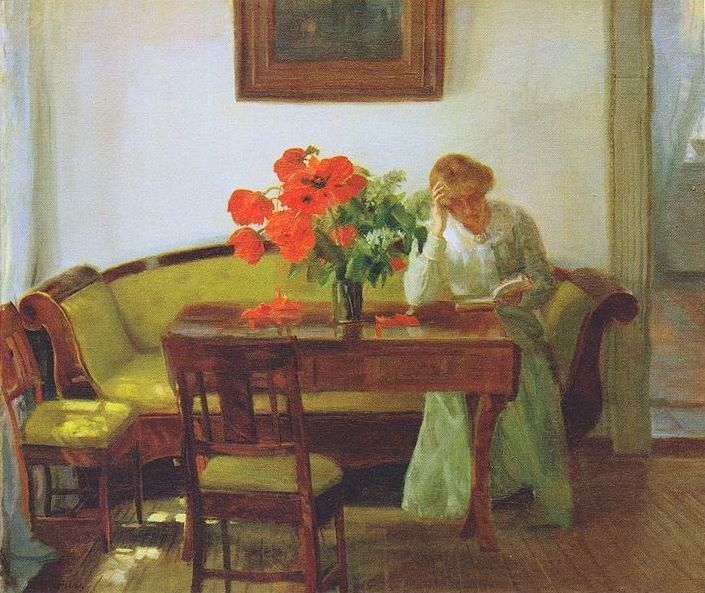
Interieur met papavers en lezende vrouw
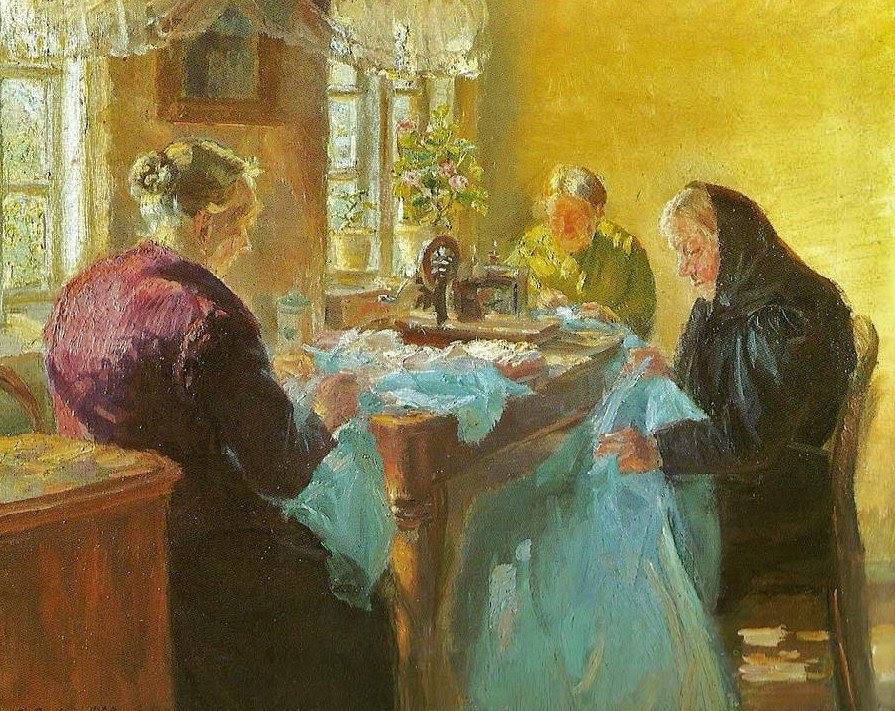
Een jurk naaien voor het gekostumeerd bal
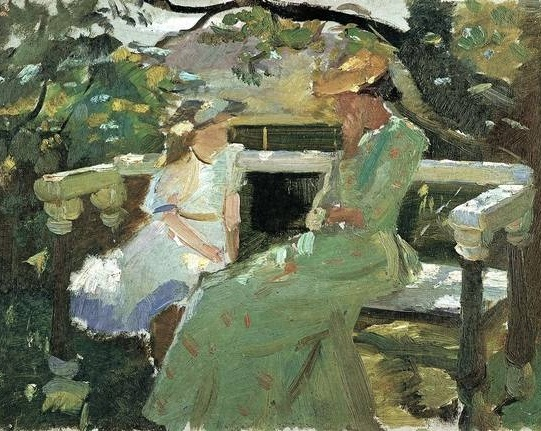
Op de tuinbank